# Lepidodasys unicarenatus
Lepidodasys unicarenatus är en djurart som tillhör fylumet bukhårsdjur, och som beskrevs av Balsamo, Fregni och Ezio Tongiorgi 1994. Lepidodasys unicarenatus ingår i släktet Lepidodasys och familjen Lepidodasyidae. Inga underarter finns listade i Catalogue of Life.